# ودرسلبن
ودرسلبن (به آلمانی: Weddersleben) یک منطقهٔ مسکونی در آلمان است که در تاله واقع شده‌است. ودرسلبن ۱٬۰۷۲ نفر جمعیت دارد.